# Glaphyridae
Famille
Les Glaphyridae sont une famille de coléoptères comprenant environ 200 espèces réparties sur dix genres dont quatre éteints. Cette famille appartient à la super-famille des Scarabaeoidea.

## Systématique
La famille des Glaphyridae a été créée en 1819 par William Sharp Macleay.

## Description
Les espèces de cette famille mesurent entre 6 et 20 mm de long.

## Liste des sous-familles et genres
Selon BioLib (15 mars 2021) :
- sous-famille † Cretoglaphyrinae Nikolajev, 2005
  - genre † Cretoglaphyrus Nikolajev, 2005
- sous-famille Glaphyrinae MacLeay, 1819
  - genre Amphicoma Latreille, 1807
  - genre Anthypna Eschscholtz, 1818
  - genre Eulasia Truqui, 1848
  - genre Glaphyrus Latreille, 1807
  - genre Lichnanthe Burmeister, 1844
  - genre Pygopleurus Motschulsky, 1860
  - genre † Cretohypna Yan, Nikolajev & Ren, 2012
  - genre † Lithohypna Nikolajev, Wang & Zhang, 2011
  - genre † Mesohypna Nikolajev & Ren, 2013 †